# Bostyń (przystanek kolejowy)
Bostyń (biał. Бастынь, ros. Бостынь) – przystanek kolejowy w miejscowości Bostyń, w rejonie łuninieckim, w obwodzie brzeskim, na Białorusi. Leży na linii Równe – Baranowicze – Wilno.